# حسن حجاب الحازمي
حسن حجاب يحيى الحازمي قاص وناقد أدبي سعودي، ولد محافظة ضمد في منطقة جازان سنة 1385هـ. عين عضواً في مجلس الشورى السعودي في دورته الثامنة عام 1442هـ، وفي دورته التاسعة عام 1446هـ.

## التعليم
- بكالوريوس اللغة العربية من جامعة الإمام محمد بن سعود الإسلامية بالرياض عام 1409هـ.
- ماجستير في النقد الأدبي الحديث من جامعة الإمام محمد بن سعود الإسلامية بالرياض عام 1418هـ
- دكتوراه في النقد الأدبي الحديث من جامعة الإمام محمد بن سعود الإسلامية بالرياض عام 1424هـ

## الحياة العملية
- عين معيداً في قسم اللغة العربية بكلية المعلمين في جازان عام 1410هـ.
- انتقل إلى كلية المعلمين في الرياض وعمل معيداً في قسم اللغة العربية من عام 1410هـ - 1413هـ.
- عاد إلى كلية المعلمين في جازان، معيداً في قسم اللغة العربية حتى عام 1419هـ.
- ترقى إلى محاضر عام 1419هـ.
- ترقى إلى أستاذ مساعد عام 1425هـ.
- عمل عميداً لعمادة شؤون الطلاب في جامعة جازان.
- رئيساً نادي جازان الأدبي من عام 1427هـ إلى 1428هـ.[3]
- يعمل حالياً وكيلآ لجامعة جازان.

## الإنتاج العلمي
1. ذاكرة الدقائق الأخيرة، مجموعة قصصية، دار الطاير، الرياض، ط1 (1413هـ).
2. وردة في فم الحزن، مجموعة شعرية، نادي جازان الأدبي، ط1 (1415هـ).
3. تلك التفاصيل، مجموعة قصصية، دار اشبيلية، الرياض، ط1 (1421هـ).
4. البطل في الرواية السعودية، دراسة نقدية، نادي جازان الأدبي، ط1 (1421هـ).
5. البناء الفني في الرواية السعودية – دراسة نقدية تطبيقية – ط1 ( 1427هـ ).
6. أضغاث أحلام. مجموعة قصصية. 2013م.[4]
7. الأعمال القصصية وما كتب عنها. 2016م.
8. رائد القصة في الجنوب: قلق التجربة وهاجس التأثير، قراءة في تجربة محمد زارع عقيل في القصة القصيرة. 2016م.[5]
9. الحراك النقدي حول الرواية السعودية. 2017م.
10. النص والنص الموازي قراءة في رواية (جاهلية ) لليلى الجهني. 2018م.[6]
11. بحوث في الرواية السعودية. 2019م.
12. القصة القصيرة في المملكة العربية السعودية. 2019م.[7]
13. أمس. مجموعة قصصية. 2020م.[8]

## البحوث المنشورة
- موقع الراوي وإرباكات السرد مؤتمر الأدباء السعودي الثاني
- اتجاهات الرواية السعودية مرافئ ( نادي جازان الأدبي )
- سلطة العنوان من الجزء إلى الكل الثقافية
- الروائيات السعوديات الجدد رغبة البوح وهاجس الشهرة مجلة الإعلام والاتصال
- المدينة في الرواية السعودية ندوة الأدب السعودي
- المكان في الرواية السعودية ندوة (الرواية الفن الأكثر حضوراً)

## المشاركات المحلية والعربية

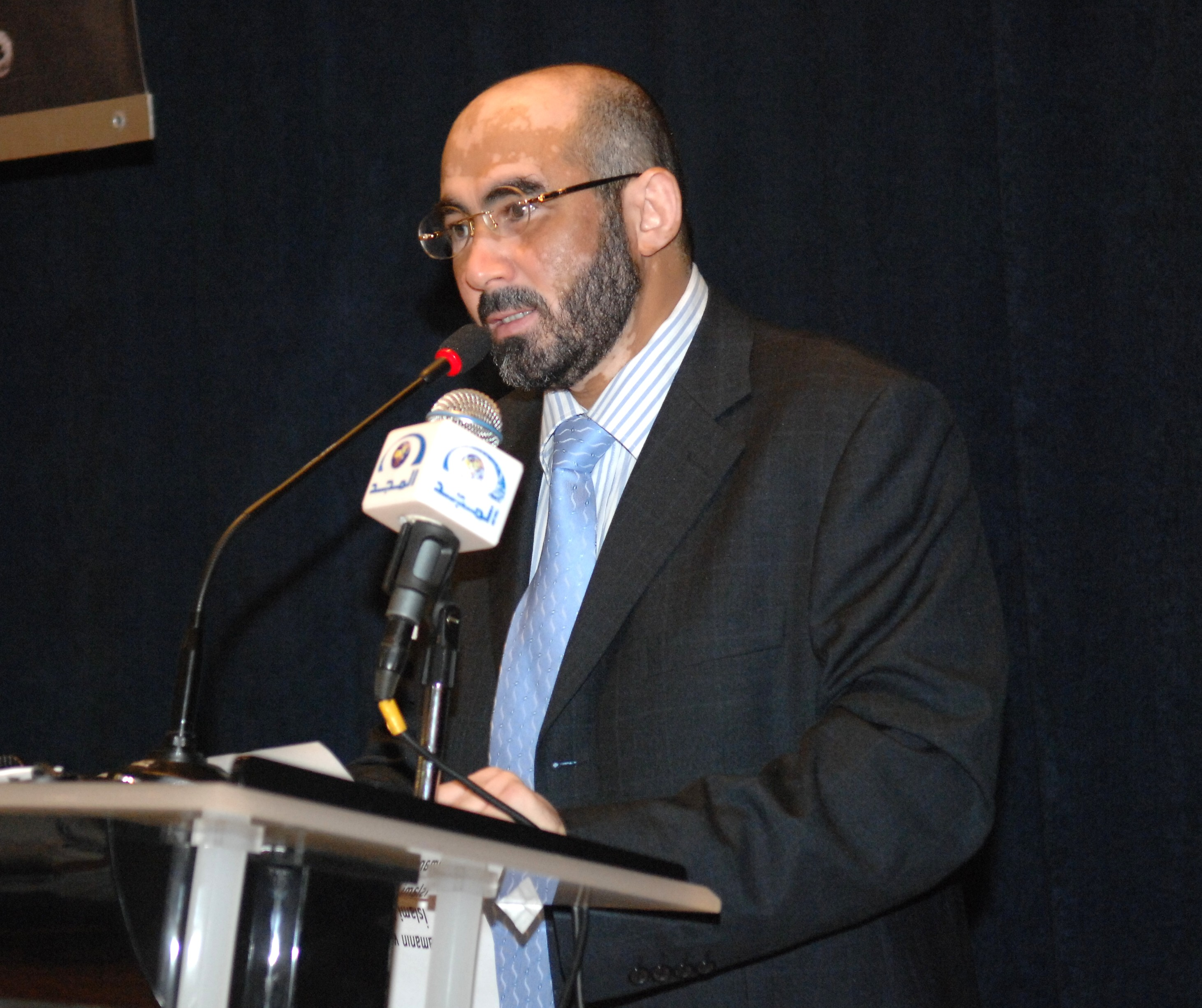
حسن حجاب الحازمي يلقي كلمة في مؤتمر أدبي خارجي

- شارك في مؤتمر الأدباء السعوديين الثاني الذي نظمته جامعة أم القرى عام 1419هـ، بورقة عمل عنوانها (موقع الراوي وإرباكات السرد).
- شارك في ندوة ( الأدب السعودي) التي نظمها نادي القصيم الأدبي عام 1422هـ بورقة عمل عنوانها (المكان في الرواية السعودية).
- شارك في ندوة ( الرواية بوصفها الفن الأكثر حضوراً ) التي نظمها نادي القصيم الأدبي مطلع عام 1424هـ بورقة عمل عنوانها (المدينة في الرواية السعودية).
- شارك في إحياء أمسية قصصية في مهرجان الجنادرية الثقافي.
- شارك في إحياء عدد من الأمسيات الشعرية والقصصية في عدد من الأندية الأدبية.
- شارك في مهرجان الشباب الخليجي الثالث ممثلاً للمملكة في القصة القصيرة. وذلك في مدينة أبها عام 1407هـ.
- شارك في مهرجان الشباب الخليجي الرابع ممثلاً للمملكة في القصة القصيرة وذلك في مدينة مسقط (عمان) عام 1408هـ.
- شارك في مهرجان الشباب العربي السابع ممثلاً للمملكة في القصة القصيرة وذلك في السودان عام 1408هـ.
- فاز بالمركز الثاني في مسابقة أبها الثقافية – فرع الشعر – عام 1408هـ.
- فاز بالمركز الأول في مسابقة أبها الثقافية – فرع القصة- عام 1413هـ.

## بعض الدراسات التي كتبت عن أعماله
1. قراءة في مجموعة (ذاكرة الدقائق الأخيرة )، د. حسين المناصرة، مجلة الأدبية، الرياض نادي الرياض الأدبي، العدد (20) 1414هـ.
2. ذاكرة الدقائق الأخيرة والقاص حسن حجاب الحازمي، أحمد زين،جريدة الرياض، ملحق ثقافة الخميس 13 ربيع الأول 1413هـ العدد (8844).
3. أحزان قروية (قراءة في ذاكرة الدقائق الأخيرة )، مجلة اليمامة، العدد (1223) الأربعاء / 26 ربيع الأول 1413هـ.
4. ذاكرة الدقائق الأخيرة، عبد الله سالم الحميد، مجلة الجيل، العددان (215،216).
5. ذاكرة الدقائق الأخيرة، د. عبد القادر كراجة، جريدة البلاد، ملحق روافد، العدد (15632) السبت 22 محرم 1420هـ
6. ذاكرة الدقائق الأخيرة لحسن الحازمي، د. حسين علي محمد، جماليات القصة القصيرة (دراسات نصية ) الشركة العربية للنشر والتوزيع، القاهرة، ط 1 (1996م) : 36-72.
7. قراءة في ديوان (وردة في فم الحزن )، د.موسى مصطفى العبيدان، مجلة الأدبية، نادي الرياض لأدبي، العددان (47-48) 1419هـ -1989م.
8. قراءة أولى في ديوان (وردة في فم الحزن)، د. محمدين بن محمدين يوسف، مجلة الأدب الإسلامي العدد الثالث والعشرون، 1420هـ.
9. الفاعل والتفاصيل في مجموعة الحازمي ( تلك التفاصيل )، معجب العدواني، جريدة الرياض ملحق الخميس الثقافي، العدد (11973) الخميس 11 محرم 1422هـ.
10. تفاصيله، شريفة الشملان، جريدة الرياض، ملحق الخميس الثقافي، العدد (11924) الخميس 21 ذو القعدة 1421هـ.
11. قراءة بدون تفاصيل، دراسة نقدية من جزأين لمجموعة (تلك التفاصيل ) نشرت في، جريدة الجزيرة (ملحق الخميس الثقافي ) في العديين (10885) (10892) بتاريخ 8 جمادى الأولى 1423هـ، 15 جمادى الأولى 1423هـ.
12. قراءة نقدية لمجموعة تلك التفاصيل، الدكتور حسن أبو المجد، مجلة مرافئ نادي جازان الأدبي العدد الخامس محرم 1424هـ.

## العضويات
- عضو في رابطة الأدب الإسلامي العالمية.
- عضو في نادي جازان الأدبي.
- عضو في جمعية الثقافة والفنون بمنطقة جازان.
- نائب رئيس جمعية البر في محافظة ضمد.
- رئيس نادي جازان الأدبي.
- عضو في مجلس التعليم بمنطقة جازان منذ عام 1425هـ حتى تاريخه.
- عضو في مجلس إدارة جائزة الأمير محمد بن ناصر للتفوق.
- عضو في مجلس التنمية السياحي بمنطقة جازان.
- عضو في اللجنة الإعلامية بإمارة المنطقة.
- رئيس مجلس كلية المعلمين في جازان.
- عضو في لجنة برنامج الجودة بجامعة جازان.
- عضو في اللجنة العلمية للغة العربية.
- عضو في لجنة الأدب العربي.
- عميد شؤون الطلاب بجامعة جازان.
- وكيل جامعة جازان

## ترجم له في
1. معجم البابطين الشعري.
2. معجم المؤلفين السعوديين.
3. دليل الكتاب والكاتبات في السعودية.